# Зломщики кодів (книга)
«Зломщики кодів» (англ. The Codebreakers) — книга  Девіда Кана (1967 рік), фундаментальна праця з історії криптографії.

## Характеристика
Книга вийшла в 1967 році, не містила нових відкриттів в області  криптографії, але детально описувала наявні на той момент результати в області криптографії, включала великий історичний матеріал, в тому числі успішні випадки використання криптоаналізу, а також деякі відомості, які уряд США вважав все ще секретними.
Книга мала помітний комерційний успіх і познайомила з криптографією десятки тисяч людей. З цього моменту у відкритій пресі поступово стали з'являтися інші роботи по криптографії.

## Історія створення
Девід Кан працював редактором газети «International Herald Tribune», офіс якої розташовувався в Парижі, в 1961 році підписав контракт на написання книги про коди і  криптографію. Два роки Девід Кан писав книгу у вільний від роботи час, потім звільнився з роботи й присвятив книзі весь свій час.
Американський криптограф Бредфорд Харді III (англ. Bradford Hardie III) вносив до книги правки, виконував переклад текстів з  німецької мови й додавав конфіденційну інформацію.
Книга містила інформацію про Агентство національної безпеки (АНБ), і, відповідно до книги  Джеймса Бемфорда (англ. James Bamford) «англ. The Puzzle Palace: a Report on America's Most Secret Agency», Агентство національної безпеки намагалося запобігти її публікації, використовуючи різні способи, в тому числі q публікацію негативних відгуків про роботи Девіда Кана.
Рада розвідки США зробила висновок, що книга була «цінною підтримкою для іноземних органів комунікаційної безпеки» й рекомендувала «продовжувати легальні стримуючі дії, щоб перешкодити письменнику або його можливим видавцям». 4 березня 1966 року видавництво «Macmillan Publishers» передало рукопис  федеральному уряду США для перевірки без дозволу автора. Пізніше Девід Кан і видавництво погодилися видалити з книги деякі матеріали, в тому числі й частину, що стосується взаємин Агентство національної безпеки та його англійського суперника —  Центру урядового зв'язку .

## Зміст
У книзі детально описана тисячолітня історія криптоаналізу. Кан простежив витоки криптології від появи писемності. Здається, що люди стали придумувати способи приховування своїх думок відразу після винаходу способу їх запису. У книзі розповідається про криптографію в стародавні часи, в середні віки, за часів першої і другої світових воєн. Також розповідається про роботу « чорних кабінетів», про комерційні шифрувальні пристрої, винайдені до початку Другої світової війни, про криптографію в художній літературі, про англійський й американський криптоаналіз. Окрема глава присвячена російській і радянській криптоаналітиці. Кілька глав присвячені Другій світовій війні, коротко розказано про Агентство національної безпеки. Закінчується книга главою, присвяченою пошуку позаземних цивілізацій (див. SETI).
У книзі «Зломщики кодів» не висвітлена велика частина історії, яка пов'язана зі зломом німецької шифрувальної машини «Енігма», бо ця інформація стала суспільним надбанням тільки в 1970-і роки. Однак, інформацію про це можна знайти в книзі Девід Кана «англ. Seizing the Enigma». Не так багато було сказано і про Алана Тюринга. Також не було висвітлено й прихід епохи масового застосування криптографії, що почався в середині 1970-х років з винаходу  криптосистеми з відкритим ключем і прийняття стандарту DES.
Книга була перевидана в 1996 році. До нового видання була додана глава, яка коротко описує події, що минули з моменту першої публікації. Заплановано глибоку переробку книги й видання в паперовій палітурці.

## Відгуки
Випуск книги не залишився без уваги. До видання виявив велику цікавість американський криптограф Мартін Хеллман. Він натрапив на книгу «Зломщики кодів», коли розпочав свої дослідження. «Зломщики кодів» була єдиним помічником Хеллмана аж до вересня 1974 року.
Брюс Шнаєр і Нільс Фергюсон у своїй книзі «Практична криптографія» настійно рекомендують книгу Девіда Кана до прочитання всім, хто цікавиться криптографією.
Книгу не залишили без уваги й такі відомі газети як «The Washington Post», «Time», «The New York Times» і «The Christian Science Monitor». Однак, думки газетярів розділилися.
На думку газети «The New York Times», Девід Кан провів велику роботу й створив книгу, що має фундаментальне значення як для фахівців, так і для широкого загалу. Аналогічної позиції дотримувалися і газета «Time». «Time» визнала роботу Девід Кана найповнішим викладом криптографії серед уже опублікованих.
На першій міжнародній конференції «РусКрипто — 99», яка пройшла в 1999 році, праці Девід Кана були визнані найфундаментальнішими в галузі криптографії.
Інші видання вважали книгу розважально-повчальною. На думку газети «The Christian Science Monitor» дана книга — найкращий вибір для довгого захопливого читання. Газета «The Washington Post» теж підтримувала цю ідею і бачила в книзі набір детективних історій, в якому кожна нова історія винахідливіша за попередню, і опис ролі, яку зіграла криптографія в долях армій і держав в роки  Другої світової війни.
На думку АНБ, яке великою мірою вплинуло на зміст окремих глав книги, робота Девіда Кана найбільш публічно розкриває картину, яку коли-небудь показували своєю діяльністю радіоелектронна розвідка США і їх колеги, які працюють в цій галузі.
Робота Девіда Кана була написана, як набір захопливих детективних історій, а не як нудна книжка з  математики із великим числом формул, незрозумілих пересічному читачу, тому придбала комерційний успіх. За деякими даними, обсяг продажів другого видання, яке вийшло в 1996 році, склав двісті сімдесят один тисяча шістсот тридцять дев'ять примірників.

## Видання
- Оригінальне (перше) видання: David Kahn The Story of Secret Writing, New York, 1967 рік.
- Оновлене (друге) видання: David Kahn The Comprehensive History of Secret Communication from Ancient Times to the Internet, 1996 рік
- Видання російською мовою: Дэвид Кан Взломщики кодов, 2000 год (книга скорочена в порівнянні з оригіналом)